# Мядельский девичий монастырь
Мядельский девичий монастырь — принадлежал вначале униатской церкви, впоследствии стал православным. Располагался в местечке Старый Мядель Вилейского уезда Виленской губернии.

## История
В 1834 году в Мядель был переведён из Минска униатский женский монастырь ордена базилиан, настоятельницей которого была Параскева Левшецкая. Монашек насчитывалось восемь: Л. Терпецкая, М. Собачевская, М. Зенкевич, Ф. Ошменцева, М. Ласкатовская, Е. Рачкевич, Д. Левшецкая, А. Лесьневская.
В 1837 году Мядельский монастырь посещал униатский епископ Иосиф (Семашко).
После ликвидации унии на Полоцком соборе в 1839 году монастырь стал православным.
С 1840 по 1841 год иеромонах Палладий (Лосецкий) «исправлял должность Духовника б. Мядзіольского Девичьяго монастыря и управлял оным монастырем». Палладий был сыном священника. С 1826 по 1827 год первоначально обучался в бывшем Бытенском монастыре предметам общего образования. В 1833 году завершил обучение в Тороканском монастыре. 21 марта 1825 года поступил в монашество в Бытенском монастыре и исправлял должность учителя духовного училища. В 1833 году был рукоположён в иеродиакона в Жировицком монастыре. В 1838 году рукоположён в иеромонаха в Тороканском монастыре. В 1839 году перемещён в Виленский Свято-Троицкий монастырь и определён депутатом в Трокский межевой суд по делу Трокской архимандрии (передал в управление Виленского Свято-Троицкого монастыря). С 1840 по 1841 год — духовник Мядельского женского монастыря. Затем перемещён в Виленский Свято-Троицкий монастырь, где исправлял должность эконома до 1842 года. В 1845 году назначен и.д. эконома Литовской духовной семинарии. В 1848 году утверждён в сей должности. За усердие был награждён набедренником. В 1852 году Всемилостивейше награждён синодальным наперсным крестом. В память Крымской кампании награждён установленными крестом и медалью. В 1857 году по предложению митрополита Иосифа назначен настоятелем Борунского монастыря. 23 февраля 1858 года за долговременное, честное и полезное служение возведён в сан игумена. 25 апреля 1864 года Всемилостивейше пожалован знаком ордена Святой Анны 3-й степени. В память польского восстания 1863 года был награждён медалью. 6 мая 1870 года Палладий скончался на 61-м году жизни после продолжительной болезни.
«Литовские епархиальные ведомости» от 30 ноября 1864 года сообщали некоторые подробности о закрытии монастыря в Мяделе:
Ещё в 1842 году в Бозе почивающий Государь Император Николай Павлович Высочайше соизволил утвердить штат Литовской православной епархии. По этому штату, Мядзиольский женский первоклассный православный монастырь, Виленской губернии, Дисненского уезда, предполагалось перевести в Вильно, в здание упраздненного помиссионерского монастыря. Впоследствии здание это получило другое назначение, Мядзиольский монастырь закрыт, и штатная сумма онаго обращена на содержание в Вильне училища для девиц духовного звания».
Однако в Литовском государственном историческом архиве хранится «Ревизская сказка за 1850 год Мядельского первокласного женского монастыря штатных обоего пола служителей и казенных крестьян имения Гриневичи». Возможно, казённое имущество сдавалось в последующем арендаторам.
После восстания 1863 года комплекс зданий был передан православному приходу Свято-Тоицкой церкви в Старом Мяделе.
В 1875 году на страницах газеты «Литовские епархиальные ведомости» было напечатано публичное опровержение епископа Семашко в связи с различными домыслами в иностранной прессе по поводу закрытия Мядельского девичьего монастыря.